# Ricardo Prato
Ricardo Prato Coutinho (Montevideo, 13 de diciembre de 1944 - Montevideo, 12 de octubre de 2020) fue un profesor de educación física y político uruguayo perteneciente al Frente Amplio.  Fue funcionario de la Intendencia Municipal de Montevideo, a la que ingresó el 27 de junio de 1963 y de la cual se retiró en el 2015,  desarrollando una extensa carrera administrativa. Durante la gestión de Ana Olivera como Intendenta de Montevideo (2010 - 2015) se desempeñó como Secretario General de la Intendencia de Montevideo.
Anteriormente entre el 16 de octubre de 2008 y el 10 de marzo de 2010 bajo el primer gobierno del Dr. Tabaré Vázquez como Presidente de la República Oriental del Uruguay, Prato fue director de la Dirección Nacional de Aduanas, dependiente del Ministerio de Economía y Finanzas.  
Hasta el momento de su designación en Aduanas, Prato se desempeñaba como asesor en seguridad de la entonces ministra del Interior Daisy Tourné. 
Afiliado al Partido Socialista del Uruguay, integró en diferentes períodos su Comité Central y Comité Departamental. 
Fue miembro de la Comisión Permanente de Defensa Nacional del Frente Amplio, trabajó en la Unidad temática: "Seguridad Ciudadana", dependiente de la Comisión Integrada de Programa del Frente Amplio. Participó en los debates sobre Defensa Nacional y Ley Orgánica de las Fuerzas Armadas, organizados por el Ministerio de Defensa Nacional y apoyado por el PNUD. Fue exponente en el Seminario Nacional desarrollado al comienzo de los debates. Entre 1999 y 2000 hizo los cursos del programa de la Maestría en Estrategia Nacional en el Centro de Altos Estudios Nacionales (CALEN) del Ministerio de Defensa Nacional.
Se capacitó en materia de seguridad y gestión, participando activamente en foros internacionales dedicados a la seguridad ciudadana y la administración municipal convocados por la Unión de Ciudades Capitales de Iberoamérica (UCCI) y otros organismos internacionales. "La colaboración entre la Intendencia Municipal de Montevideo y la Policía Nacional sobre la base de prestación de garantías a los funcionarios municipales" fue uno de los temas que desarrolló Prato en el ámbito de la UCCI y sobre los que ha realizado ponencias y publicaciones.
Prato fue el único hijo de Hugo Prato, primer edil socialista del departamento de Montevideo en los años 1940 y 1950. 
Era padre de tres hijos, Mónica Prato, Ignacio Prato y Joaquín Prato. También fue abuelo de tres, Alfonso Acosta, Daniela Prato y Luis Emilio Prato